# Aleksandr Gałkin (szachista)
Aleksandr Aleksandrowicz Gałkin, ros. Александр Александрович Галкин (ur. 1 lutego 1979 w Rostowem nad Donem) – rosyjski szachista, arcymistrz od 2000 roku.

## Kariera szachowa
W 1991 r. zdobył w Mamaii tytuł wicemistrza Europy juniorów do 12 lat, natomiast w 1999 r. w Erywaniu – tytuł mistrza świata juniorów do 20 lat. W tym samym roku był członkiem narodowego zespołu na drużynowych mistrzostwach Europy rozegranych w Batumi. Rok później wspólnie z Christianem Bauerem zwyciężył w turnieju szwajcarskim w Metz. Uczestniczył w dwóch finałach mistrzostw świata FIDE, rozgrywanych systemem pucharowym. W 2000 r. w New Delhi został wyeliminowany w II rundzie przez Aleksandra Bielawskiego, natomiast w 2004 r. w Trypolisie przegrał w I rundzie z Aleksandrem Delczewem. W 2007 r. uczestniczył w rozegranym w Chanty-Mansyjsku turnieju o Puchar Świata, w I rundzie zwyciężając Mateusza Bartla, a w II przegrywając z Wasylem Iwanczukiem.
Najwyższy ranking w karierze osiągnął 1 października 2008 r., z wynikiem 2624 punktów zajmował wówczas 28. miejsce wśród rosyjskich szachistów.